# Marignan (hymne)
Pour les articles homonymes, voir Marignan (homonymie).
Ne pas confondre avec Notre Valais, qui est la partie chantée dans l'hymne Marignan.
Marignan est l'hymne officie orchestral du canton du Valais, en Suisse. Il est une version instrumentale qui symbolise le patrimoine musical du canton. Quant à Notre Valais, il s'agit de l'hymne officiel du canton, avec des paroles et une mélodie qui représentent l'identité valaisanne.

## Histoire
En 1939, le compositeur bâlois Jean Daetwyler, alors établi à Sierre, reçoit une commande à l’occasion du cinquantième anniversaire de la Fédération de musique du Valais central. Pour répondre à cette demande, il puise dans une marche funèbre qu’il avait initialement composée pour la Gérondine de Sierre, en reprenant deux de ses thèmes. Il en double le tempo, transformant ainsi profondément l’atmosphère de l’œuvre. Souhaitant enrichir sa composition, Daetwyler y intègre un troisième mouvement. Il choisit pour cela la mélodie de Notre Valais, qu’il adapte en modifiant la fin : estimant les dernières mesures trop lentes, il les supprime afin d’obtenir une version plus dynamique.
Musicalement, Marignan se distingue de nombreuses autres marches par sa structure : contrairement à la plupart des marches, elle ne module pas à la sous-dominante au trio, ce qui lui confère une sonorité unique dans le genre.

### Hymne officiel
En 2015, lors des festivités marquant le bicentenaire de l'entrée du Valais dans la Confédération suisse, Jacques Melly, alors président du Conseil d'État, a proposé d'officialiser un hymne cantonal. Le 27 avril 2016, le Conseil d'État valaisan a reconnu officiellement Marignan comme l'hymne orchestral du canton du Valais, et Notre Valais, composé en 1890 par Ferdinand Otto Wolf sur un texte de Leo Luzian von Roten (de), comme l'hymne officiel cantonal,,. Ce jour-là, une cérémonie officielle a eu lieu sur la Place de la Planta à Sion, où l'hymne a été interprété par l'Harmonie municipale de Sion, accompagnée de la chanteuse Sylvie Bourban.